# Fluorbaritolamprofil·lita
La fluorbaritolamprofil·lita és un mineral de la classe dels silicats, que pertany al grup de la lamprofil·lita. Rep el nom per la seva composició i la seva relació amb la lamprofil·lita.

## Característiques
La fluorbaritolamprofil·lita és un silicat de fórmula química (Ba,Sr)₂[(Na,Fe2+)₃(Ti,Mg)F₂][Ti₂(Si₂O₇)₂O₂]. Va ser aprovada com a espècie vàlida per l'Associació Mineralògica Internacional l'any 2016. Cristal·litza en el sistema monoclínic.
Els exemplars que van servir per a determinar l'espècie, el que es coneix com a material tipus, es troben conservats a les col·leccions del Museu Mineralògic Fersmann, de l'Acadèmia de Ciències de Rússia, a Moscú (Rússia), amb els número de registre: 4916/1 i 4916/2.

## Formació i jaciments
Va ser descoberta a la intrusió alcalina de Niva, a l'óblast de Múrmansk (Rússia). També ha estat descrita a la mina Karnasurt, a la propera muntanya Kedykverpakhk. Aquests dos indrets són els únics de tot el planeta on ha estat descrita aquesta espècie mineral.